# Calico (Virginia Occidental)
Calico es un área no incorporada ubicada dentro del Distrito  Beech Ben Mate, una división civil menor del condado de Mingo, Virginia Occidental, Estados Unidos. Está catalogada como un asentamiento humano por la Junta de Nombres Geográficos de los Estados Unidos.
El número de identificación (ID) asignado por el Servicio Geológico de Estados Unidos es 1728744.

## Geografía
Se encuentra a una altitud de 466 metros sobre el nivel del mar (1529 pies) según el conjunto de datos de elevación nacional.